# Bp (音楽プロデューサー)
bp（ビーピー、1981年10月5日 - ）は、日本の音楽プロデューサー、ラッパー、シンガー。
アメリカ合衆国・ニューヨークで活動していた頃にはbp a.k.a hayato名義を用いていたが、日本でテツandトモのシングル「大田区でプロポーズ」をプロデュース時よりbp名義を用いている。他にNELO（ネロ）という名義も使用している。

## 来歴
本名は非公開。東京都清瀬市生まれ、埼玉県所沢市出身。AKASICK Records 所属。身長188cm、体重60kg、血液型A型。堀越高等学校を卒業後、単身ニューヨークへ渡る。
ニューヨーク滞在中には、地元のバー等でピアニストとして地元ミュージシャンとのセッションを行い自主レーベルを立ち上げ、ニューヨークに滞在中の日本人アーティストを数多くプロデュースした。インターネットを通じて日本でのプロモーションも開始。メディア出演を果たし、またレーベル所属アーティストとともにライブにレギュラー出演した。2002年9月には、日本で自身のレーベル Honey Entertainment からチャリティーアルバム『Dear Mama/September Eleventh』をリリースした。その後、テツandトモや安倍なつみ等の楽曲にラッパーとして参加。日本のメジャーレーベル・プロダクションでのコンペティション参加およびプロデュースワーク等をこなす。帰国後にはホテル、テレビ番組などのBGMのプロデュース、新人アーティストへの楽曲提供、ボーカルディレクション等をする傍ら、自身のプロダクションをマネージメントしながらアーティストとしても活動している。

## 参加作品

### アルバム
- 『Love Songs』（2000年末） - トータルプロデュース
- Dear Mama Project『9.11 September 11th』（2002年） - トータルプロデュース。bp a.k.a.hayato名義で参加。
- Ito-musen『AKIHABARAP』（2011年） - トータルプロデュース

### シングル
- テツandトモ「大田区でプロポーズ」（2003年） - ラップ担当
- 安倍なつみ「黄色いお空でBOOM BOOM BOOM」（2004年） - ラップ担当
- Show「ウタ」（2008年） - トータルプロデュース
- SAYUKI「Nobody」（2012年） - アレンジ、コーラスアレンジ
- HYT「Wish on my star」（2013年） - トータルプロデュース
- KEI「HAHAHA」（2013年） - トータルプロデュース、ラップ担当

### テレビ番組
- ヨガ大事典（2007年4月20日、BS日テレ） - 音楽担当
- こうちゃんの簡単HAPPYレシピ（2008年3月21日、BS日テレ） - 音楽担当

## CM
- Dr.AGA（2022年3月1日） - 音楽担当

## 関連人物
- 高島みほ
- 初音映莉子
- 鶴田真由
- 安倍なつみ
- テツandトモ
- コモリタミノル
- 大槻英宣